# ۱۶ زرافه
۱۶ زرافه یک ستاره است که در صورت فلکی زرافه قرار دارد.